# Bathypogon griseus
Bathypogon griseus är en tvåvingeart som beskrevs av Hull 1956. Bathypogon griseus ingår i släktet Bathypogon och familjen rovflugor. Inga underarter finns listade i Catalogue of Life.